# Pringgacala
Pringgacala is een bestuurslaag in het regentschap Indramayu van de provincie West-Java, Indonesië. Pringgacala telt 6355 inwoners (volkstelling 2010).